# Totternhoe
Totternhoe è un paese di 1 180 abitanti della contea del Bedfordshire, in Inghilterra. Il villaggio è situato a sud di Bedfordshire, ai cui dintorni sorgono i villaggi di Dunstable e Leighton Buzzard.

## Storia
Il nome deriva dall'unione delle parole "Totene" e "Hou", che significano "casa-rifugio" e "sperone", esso fu registrato nel 1086. Le colline che formano la scarpata del villaggio furono una posizione favorevole per erigere delle torrette di vedetta normanne, inoltre, vi è anche una villa romana datata al IV secolo che fu scoperta nel 1950.
Le case in questo villaggio furono importanti nei tempi di guerra, poiché uomini, donne e bambini vi si rifugiavano per scampare alla morte che, purtroppo, caratterizzava le grandi metropoli, dove si era instaurata una rigida industrializzazione (infatti, col boom delle industrie le persone abbandonarono la vita agricola per cercare di guadagnare di più nelle città). Questo segnò anche una crescita demografica, che per il 1960 contò un aumento del 23%.
Le strutture non hanno subito un particolare cambiamento nel corso della sua storia, ma c'è solo qualche fattoria in più, essendo questa l'attività più diffusa e fruttuosa nel villaggio. La più famosa è "The Lime Works", che produce diversi tipi di calce e pietra esportati per tutto il Regno Unito.
La produzione di materiali è favorita dal terreno che si formò nel periodo in cui i dinosauri erano presenti sulla Terra, quindi circa 65,5 o 145,5 milioni di anni fa: piccole alghe si moltiplicarono nei caldi mari e, alla loro morte, si poggiavano sul fondale marino dove si mescolavano con l'argilla che fu spazzata via dalla superficie a seguito di vari fenomeni atmosferici come violente piogge, bufere, etc... Questo processo portò successivamente alla creazione di vari strati di gesso che, quando il livello del mare si alzò, permise di far indurire questi ultimi. Il primo uso di questi siti si registrò nel XVII secolo, ma sono tutt'oggi utilizzati.
Non ci sono chiese se non la chiesa di St. Giles, che pubblica una rivista mensile.
Questa meta fu molto ambita durante l'industrializzazione, poiché, nonostante la gente fuggisse nella speranza di trovare fortuna economica altrove, la sua aria tranquilla e serena era d'aiuto a chi cercasse un po' di pace, quindi nei weekend, per una giornata o più, ma anche per le vacanze, Totternhoe era una località gettonata.